# Litogonopus mutara
Litogonopus mutara är en mångfotingart som beskrevs av Hoffman 2005. Litogonopus mutara ingår i släktet Litogonopus och familjen Gomphodesmidae. Inga underarter finns listade i Catalogue of Life.